# Henryk Roman Gulbinowicz
Henryk Roman Gulbinowicz, né le 17 octobre 1923 à Sukiškes, Vilnius, aujourd'hui en Lituanie et à l'époque en Pologne (à cette époque, Szukiszki, Wilno, Pologne), et mort le 16 novembre 2020 à Wrocław, est un  cardinal polonais, archevêque de Wrocław de 1976 à 2004.

## Biographie

### Prêtre
Henryk Roman Gulbinowicz est ordonné prêtre le 18 juin 1950. Il est alors prêtre en paroisse avant d'être envoyé à l'Université catholique de Lublin pour compléter ses études, obtenant un doctorat en théologie morale en 1955.
Il exerce ensuite divers ministères comme celui d'aumônier d'étudiants ou encore comme enseignant au séminaire de Warmia.

### Évêque
Nommé évêque titulaire d'Acci (de) et administrateur apostolique de Wilno en Pologne (aujourd'hui Vilnius en Lituanie) le 12 janvier 1970, il est consacré évêque le 8 février suivant par le cardinal Stefan Wyszynski.
Le 3 janvier 1976, il devient archevêque de Wrocław en Pologne, succédant à Bolesław Kominek, et assume cette charge pendant 28 ans, se retirant le 3 avril 2004 pour raison d'âge.

### Cardinal
Il est créé cardinal par le pape Jean-Paul II lors du consistoire du 25 mai 1985 avec le titre de cardinal-prêtre de Immacolata Concezione di Maria a Grottarossa. Il ordonne à Wroclaw le 7 juin 1986 le bienheureux Zbigniew Strzałkowski (1958-1991).
Il perd sa qualité d'électeur le jour de ses 80 ans le 17 octobre 2003, c'est pourquoi il ne participe pas aux votes des conclaves de 2005 (élection de Benoît XVI) et de 2013 (élection de François).
Henryk Roman Gulbinowicz meurt le 16 novembre 2020 à Wrocław à l’âge de 97 ans d'une pneumonie sévère et d'insuffisances circulatoire et respiratoire. Les funérailles sont célébrées le 20 novembre suivant par l'archevêque de Wroclaw Józef Kupny, en privé, à l'église du Saint-Nom-de-Jésus ; à la demande des proches du défunt, le lieu d'inhumation n'est pas rendu public.

## Sanctions pour abus sur mineurs
Le 6 novembre 2020, après enquête, le Saint-Siège décide de sanctionner le cardinal Gulbinowicz pour avoir « commis des actes d’abus sur mineurs, de harcèlement, d’actes homosexuels et de collaboration avec le service de sécurité de l’époque communiste » et a « pris les décisions disciplinaires suivantes à son encontre : interdiction de participer à toute célébration ou réunion publique, interdiction d’utiliser l’insigne de l’évêque, interdiction d’avoir ses funérailles célébrées à la cathédrale et d'y être inhumé. ».
Il meurt dix jours plus tard.